# Begraafplaats van Rouvroy (Pas-de-Calais)
De Begraafplaats van Rouvroy is gelegen in de Franse plaats Rouvroy (Pas-de-Calais). De militaire graven worden onderhouden door de Commonwealth War Graves Commission, die de begraafplaats heeft ingeschreven als Rouvroy Communal Cemetery.
De begraafplaats telt 2 geïdentificeerde Gemenebest graven uit de Tweede Wereldoorlog.